# Håvard Flo
Håvard Flo (* 4. dubna 1970, Stryn, Norsko) je bývalý norský fotbalový útočník a reprezentant. Mimo Norsko působil jako hráč v Anglii, Dánsku a Německu.
V A-týmu norské fotbalové reprezentace odehrál 26 zápasů a vstřelil v nich 7 gólů.
Po skončení aktivní hráčské kariéry se stal sportovním ředitelem klubu Sogndal Fotball.
Pochází ze sportovně založené rodiny, jeho bratranci Tore André Flo, Kjell Rune Flo, Jarle Flo, Jostein Flo a synovec Per-Egil Flo jsou také bývalí či současní fotbalisté.

## Klubová kariéra
- Stryn TIL (mládež)
- Sogndal Fotball 1990–1994
- Aarhus GF 1994–1996[3]
- Werder Brémy 1996–1999
- Wolverhampton Wanderers 1999–2001
- Sogndal Fotball 2001–2008
- Sogndal Fotball 2010

## Reprezentační kariéra
V A-mužstvu Norska debutoval 9. 10. 1996 v kvalifikačním utkání v Oslu proti reprezentaci Maďarska (výhra 3:0). Celkem odehrál v letech 1996–2004 za norský národní tým 26 zápasů a vstřelil 7 gólů.
Zúčastnil se Mistrovství světa 1998 ve Francii, kde vstřelil jednu branku (v utkání proti Skotsku, remíza 1:1).

## Funkcionářská kariéra
V lednu 2012 se stal sportovním ředitelem v klubu Sogndal Fotball.